# De Charlemagne à Luther
 (décembre 2016).
De Charlemagne à Luther : La littérature allemande médiévale (titre original : Da Carlo Magno a Lutero. La letteratura tedesca medievale) est un essai de l'historienne médiéviste italienne Laura Mancinelli.

## Synopsis
L'auteur analyse la période historique comprise entre le VIIIe siècle de la Renaissance carolingienne et la modernité inaugurée par l'avènement de Luther et ses thèses au XVe siècle. C'est précisément à cette époque que l'identité allemande prend forme, et pas seulement littéraire.
Les temps à venir seront profondément influencés: Toute la tradition du roman de formation serait impensable sans le Parzival de Wolfram von Eschenbach; le drame que vit l'artiste romantique, clos dans sa vie intérieure, a des racines lointaines dans la conception mystique du christianisme, de Saint Bernard à Luther, avec la séparation entre l'homme extérieur, soumis aux liens sociaux et soumis à l'autorité civile et politique, et l'homme intérieur, absolument libre face à Dieu.

## Les quatre périodes historiques analysées
L'auteur encadre l'étude dans les périodes suivantes :
- Âge carolingien (714 - 987) ;
- Âge des ottoniens (962 - 1024) ;
- Âge des Souabes (909 - 1268) ;
- L'âge après Frédéric II.

## Éditions
1re édition
Publié par Bollati Boringhieri (Turin), l'ouvrage est paru dans la série d'Essais d'Étude en 1996.